# Saulgrub
Saulgrub är en kommun och ort i Landkreis Garmisch-Partenkirchen i Regierungsbezirk Oberbayern i förbundslandet Bayern i Tyskland.
Kommunen ingår i kommunalförbundet Saulgrub tillsammans med kommunen Bad Bayersoien.